# Trucios-Turtzioz
Trucios en espagnol ou Turtzioz en basque est une commune de Biscaye dans la communauté autonome du Pays basque en Espagne.
Le nom officiel de la ville est Trucios-Turtzioz.
Le nom vient d'une source d'eau froide, qui existait, ou existe encore, au centre de la ville. En basque, Iturriotz (source froide)

## Géographie

### Quartiers
Les quartiers de Trucios sont: La Iglesia, La Puente, Romaña, Pando, San Roque, Basinagre, Gordon, Recueto, Cueto

### Sources
- (es) Cet article est partiellement ou en totalité issu de l’article de Wikipédia en espagnol intitulé « Trucios » (voir la liste des auteurs).